# Spechbach (Haut-Rhin)
Spechbach község Franciaország Grand Est régiójában, Haut-Rhin megyében. Új községként 2016. január 1-jén jött létre Spechbach-le-Haut és Spechbach-le-Bas korábbi község egyesítésével.

## Népesség
| Lakosok száma | 1334 | 1352 | 1369 | 1398 | 1392 | 1380 |
|               | 2017 | 2018 | 2019 | 2020 | 2021 | 2022 |